# Ізоелектрична точка
І́зоелектри́чна то́чка — характерне для певної речовини значення pH, при якому максимальна частка іонів цієї речовини в розчині набуває нульового електричного заряду. При такому рН речовина найменш рухлива в електричному полі, і цю властивість можна використовувати для очищення та розділення розчинних речовин шляхом електрофорезу.
Такий підхід до розділення речовин особливо широко застосовується при роботі з органічними, особливо високомолекулярними, сполуками — амінокислотами, білками, порфіринами тощо.
Для амінокислот, у яких іонізуються лише карбоксильна та аміногрупа, ізоелектричну точку можна обчислити за такою формулою:
{\displaystyle pI={{pK_{COOH}+pK_{NH3^{+}}} \over 2}}
Для речовин, які в розчині мають три і більше заряджених групи, при обчисленні значення ізоелектричної точки використовують узагальнене рівняння:
{\displaystyle pI={{\sum pK_{a}} \over 2}},
де pKa — значення константи кислотної іонізації.

## Ресурси мережі Інтернет
- Ізоелектричною точкою [Архівовано 21 жовтня 2020 у Wayback Machine.]
- SWISS-2DPAGE [Архівовано 10 грудня 2016 у Wayback Machine.] база даних Ізоелектрична точок виходячи з двомірного електрофорезу в поліакриламідному гелі (~ 2000 білків)
- Proteome-pI [Архівовано 20 листопада 2020 у Wayback Machine.] протеом ізоелектричної бази даних точки (передбачав ізоелектричної точка для всіх білків)